# Jhondly van der Meer
Jhondly van der Meer, geboren als Jhondly Saint Juste (Santo Domingo, 22 maart 2002), is een Nederlands-Haïtiaans voetballer die als middenvelder voor SC Cambuur speelt.

## Carrière
Jhondly Saint Juste werd geboren in Santo Domingo in de Dominicaanse Republiek, maar groeide op, op het Haïti. Toen hij zes jaar oud was, werd hij door de familie Van der Meer uit Leeuwarden geadopteerd. Hij ging hier voor CSV de Leeuwarder Zwaluwen voetballen. Na drie jaar maakte hij de overstap naar de jeugdopleiding van SC Cambuur. Op 5 september 2020 debuteerde hij voor Cambuur in de Eerste divisie, in de met 1-7 gewonnen uitwedstrijd tegen MVV Maastricht. Hij kwam in de 79e minuut in het veld voor Sven Nieuwpoort.

### Statistieken
| Seizoen                         | Club           | Land           | Competitie     | Competitie | Competitie | Beker | Beker | Totaal | Totaal |
| Seizoen                         | Club           | Land           | Competitie     | Wed.       | Dlp.       | Wed.  | Dlp.  | Wed.   | Dlp.   |
| ------------------------------- | -------------- | -------------- | -------------- | ---------- | ---------- | ----- | ----- | ------ | ------ |
| 2020/21                         | SC Cambuur     | Nederland      | Eerste divisie | 1          | 0          | 0     | 0     | 1      | 0      |
| Carrièretotaal                  | Carrièretotaal | Carrièretotaal | Carrièretotaal | 1          | 0          | 0     | 0     | 1      | 0      |
| Bijgewerkt op 30 september 2020 |                |                |                |            |            |       |       |        |        |